# Штомпелі
Штомпелі́ — село в Україні, в Комишнянській селищній громаді Миргородського району Полтавської області. Населення становить 70 осіб. До 2020 року орган місцевого самоврядування — Клюшниківська сільська рада.

## Географія
Село Штомпелі знаходиться на відстані 0,5 км від селища Дібрівка. Поруч проходить залізниця, станція Дібровський Кінний Завод за 1 км.